# Ponte De Dion

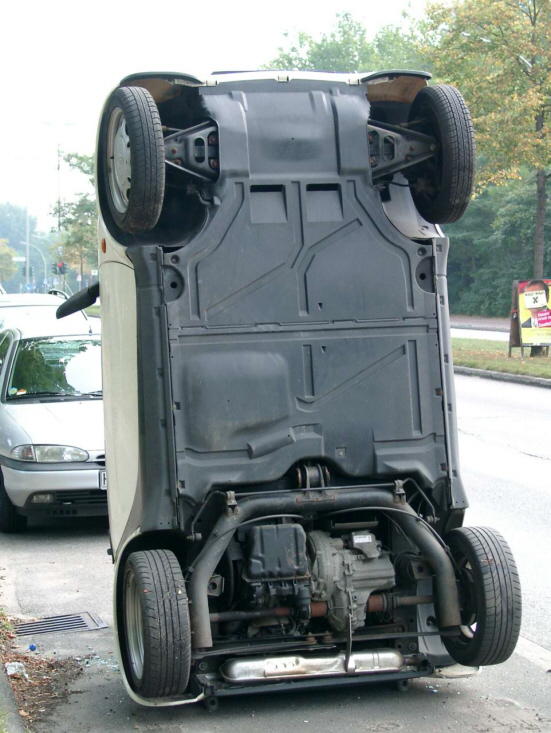
In questa curiosa immagine si può notare il ponte De Dion applicato sul posteriore della Smart Fortwo. Il ponte è costituito dai grossi tubi che formano un trapezio, mentre nella parte più bassa si notano i tiranti in senso orizzontale, che formano un doppio sistema a Barra Panhard

Il ponte De Dion è un sistema di sospensione per automezzi.

## Origini
Il sistema fu progettato e realizzato nel 1894 da Albert De Dion e Charles Trépardoux per equipaggiare le vetture della casa automobilistica De Dion-Bouton, fondata dai due con Georges Bouton.
Si tratta di uno schema molto raffinato, ampiamente utilizzato su automobili a trazione posteriore perché assicura un comportamento dinamico decisamente favorevole e un'ottima tenuta di strada.

## Descrizione

Sistema a ponte De Dion originario, costituito da una barra rigida e curva che vincola rigidamente le due ruote, mentre la giunzione al telaio viene demandata alle balestre

Il ponte De Dion è il classico esempio di sospensione ad assale rigido, dove l'assale è per appunto costituito da una semplice traversa a sezione tubolare collegata alla scocca in vari modi, originariamente tramite il sistema sospensivo a balestra, successivamente tramite bracci longitudinali o con struttura triangolare come nel caso del sistema Alfa Romeo o assumendo la forma di una "C" come nel caso della Smart Fortwo per reagire ai carichi longitudinali e in alcuni casi necessita di un biellismo per i carichi trasversali.
Il vantaggio del ponte De Dion è che, avendo il differenziale collegato direttamente alla scocca e non sul ponte come avviene in altri sistemi come il ponte rigido, consente una notevole riduzione nel peso delle masse non sospese.
Inoltre, non essendo una semplice barra di collegamento tra le due ruote, permette un suo facile vincolo al telaio e garantisce una certa indipendenza tra le due ruote grazie alla sua torsione.
A differenza del ponte rigido, il ponte De Dion moderno non assicura sempre la perpendicolarità delle ruote al terreno, il che porta anche ad avere una variazione del camber in fase di rollio dell'auto in quanto non garantisce una rotazione della ruota rispetto al telaio, cosicché l'impronta a terra dei due pneumatici diminuisce, ma alcuni sistemi sono in grado di permettere una certa variazione del camber, ma richiedono l'uso di una doppia Barra Panhard in quanto meno rigidi trasversalmente ed in alcuni casi anche della barra antirollio, come nel caso della Smart Fortwo.
Per ovviare ai difetti del ponte De Dion, i progettisti sono passati a sistemi più articolati che rendessero più precisa e libera la gestione delle singole ruote: inizialmente si sono così adoperati i quadrilateri, mentre ormai è sempre più diffuso il sistema multilink.

## Applicazioni principali
Il ponte De Dion è stato molto in voga sulle auto da corsa.
La sua applicazione è nota oltre che su vetture di classe elevata, tra cui innanzi tutto le Lancia con i modelli Aurelia del 1950 e Flaminia del 1957 entrambe assieme alla trasmissione transaxle, la Rover P6 del 1963, le Opel Admiral e Diplomat del 1969, la Ferrari 4500 F1 del 1950, le Aston Martin e le Monteverdi, è poi stata utilizzata anche nei segmenti inferiori da Alfa Romeo, anch'essa assieme alla trasmissione transaxle, sulle proprie vetture tra gli anni settanta e gli anni ottanta. Vennero equipaggiate con il ponte De Dion l'Alfetta, la Giulietta (116), l'Alfa 75 e l'Alfa 90, oltre ovviamente all'ammiraglia Alfa 6. La stessa Alfa Romeo lo utilizzò su auto da competizione come la 158 e la 159 (ambedue le vetture furono vittoriose nei primi due campionati del mondo di Formula 1), così come la Lancia che lo utilizzò sulle vittoriose D24 e D50 (poi vittoriosa nel campionato di Formula 1 del 1956 quando donata alla Scuderia Ferrari)
Tra le vetture moderne, la Smart Fortwo è l'applicazione più diffusa del ponte De Dion.

## Accorgimenti
Per migliorare le caratteristiche di questo sistema, i costruttori sono soliti adoperare degli elementi di irrigidimento per contenere i movimenti trasversali del ponte ed incrementare la trazione della macchina.
Esistono due varianti principali:
- la barra Panhard, che è un semplice braccio metallico - detto tirante - collegato ad un estremo al ponte e all'altro estremo al telaio, permettendo solo movimenti verticali del ponte e limitando notevolmente quelli trasversali;
- il parallelogramma di Watt, costituito da due barre Panhard e da un bilanciere: le barre dal lato esterno sono collegate alla scocca, mentre la testa centrale di ogni barra è collegata al bilanciere. Questo sistema è più articolato, ma più rigido e dunque preciso.